# 竹内智香
竹内智香（日语：／ Takeuchi Tomoka，1983年12月21日—），日本女子单板滑雪运动员。她曾代表日本参加2002年、2006年、2010年、2014年、2018年和2022年冬季奥林匹克运动会单板滑雪比赛，其中2014年冬季奥运会获得一枚银牌。